# Sphenomorphus hallieri
Sphenomorphus hallieri este o specie de șopârle din genul Sphenomorphus, familia Scincidae, descrisă de Lidth De Jeude 1905. Conform Catalogue of Life specia Sphenomorphus hallieri nu are subspecii cunoscute.